# Zeberio
Zeberio è un comune spagnolo di 995 abitanti situato nella comunità autonoma dei Paesi Baschi.